# Circacris auris
Circacris auris is een rechtvleugelig insect uit de familie Tristiridae. De wetenschappelijke naam van deze soort is voor het eerst geldig gepubliceerd in 1989 door Ronderos & Cigliano.